# 부산은애학교
부산은애학교는 부산광역시 금정구 청룡동에 위치한 발달장애인을 위한 사립 특수학교이다.

## 연혁
- 1993년 9월 1일 : 은애조기교육원 개원
- 1998년 2월 : 학교법인 목은학원 설립 인가, 은애학교 설립 인가
- 1998년 3월 : 은애학교 개교
- 2004년 4월 29일 : 청룡동으로 교사 이전